# Beaudéduit
Beaudéduit ist eine französische Gemeinde mit 170 Einwohnern (Stand 1. Januar 2022) im Département Oise in der Region Hauts-de-France. Die Gemeinde liegt im Arrondissement Beauvais und ist Teil der Communauté de communes de la Picardie Verte und des Kantons Grandvilliers.

## Geographie
Die landwirtschaftlich geprägte Gemeinde liegt an der Grenze zum Département Somme rund zehn Kilometer östlich von Grandvilliers. Trockentäler verbinden sie mit dem Bach Parquets, einem Zufluss der Évoissons.

## Geschichte
Auf dem Gebiet der Gemeinde wurde römische Keramik gefunden. 
Der Ort gehörte zur Herrschaft von Thoix.

## Einwohner
| 1962 | 1968 | 1975 | 1982 | 1990 | 1999 | 2006 | 2011 |
| ---- | ---- | ---- | ---- | ---- | ---- | ---- | ---- |
| 212  | 220  | 216  | 181  | 156  | 169  | 179  | 189  |

## Sehenswürdigkeiten
- Kirche Saint-Jean-Baptiste aus dem 16. Jahrhundert mit Portal in flamboyanter Gotik

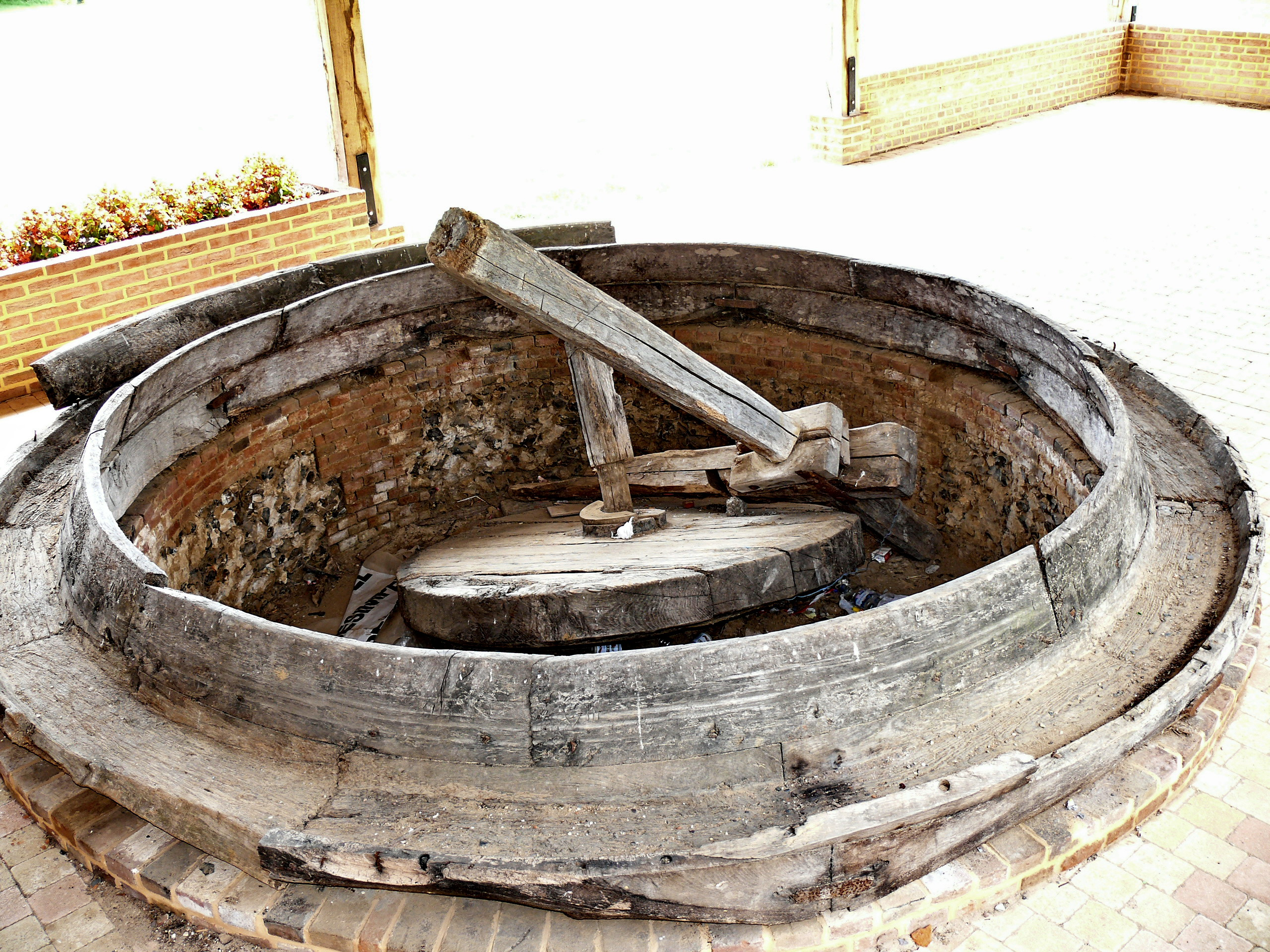
Apfelmühle von Beaudéduit vor der Restaurierung